# Okumura Yoshihisa

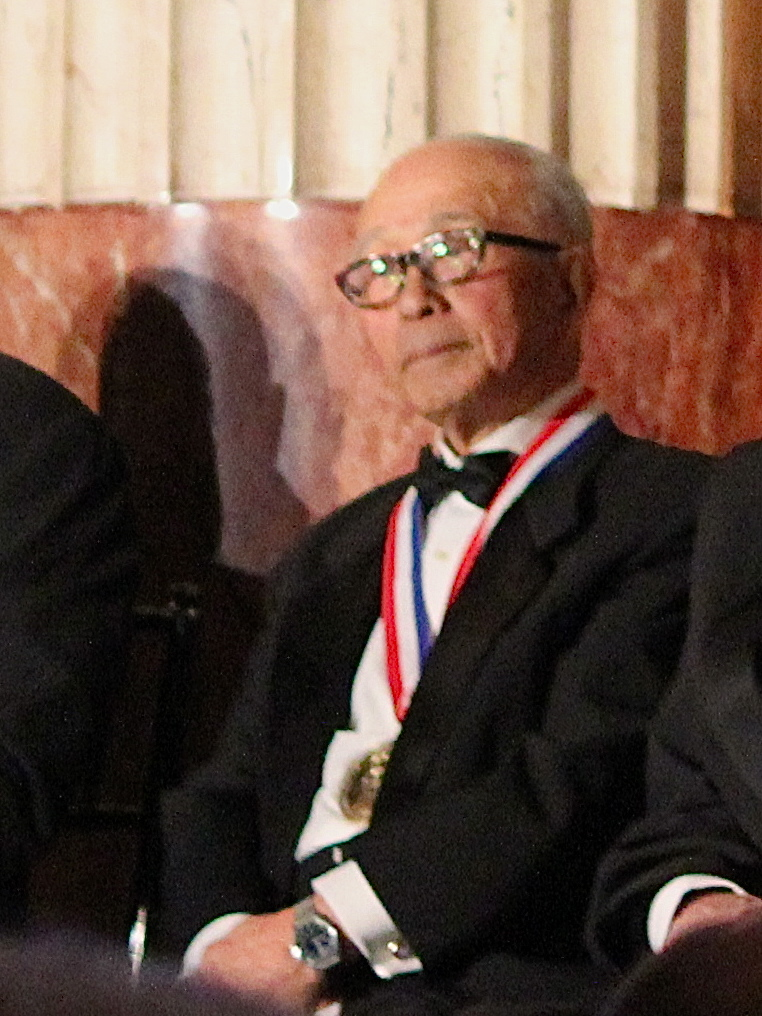
Yoshihisa Okumura (2013)

Okumura Yoshihisa (jap. 奥村 善久; * 2. Juli 1926 in der Präfektur Ishikawa; † 18. Februar 2023) war ein japanischer Ingenieur, der durch grundlegende Arbeiten zum Mobilfunk bekannt wurde.
Okumura studierte von 1944 bis 1947 Elektrotechnik am Kanazawa Institute of Technology (KIT, engl. für Kanazawa Kōgyō Daigaku, „Technische Hochschule Kanazawa“). Ab 1950 arbeitete er für die japanische Telefongesellschaft NTT (Nippon Telegraph and Telephone). Im Jahre 1970 wurde er Leiter der Mobilfunkforschung im Electrical Communication Laboratory (ECL) von NTT. Nach fünf Jahren verließ er NTT und ging im Jahre 1975 zu Toshiba. 1979 wurde er Professor am Kanazawa Institute of Technology, an dem er 2000 emeritiert wurde.
Okumura führte sorgfältige Messungen der Empfangsbedingungen (in Testautos) in unterschiedlichsten Geländesituationen und Entfernungen (1 bis 100 km) und bei unterschiedlichster Antennenhöhe und Frequenz im Bereich 150 bis 1920 MHz durch. Die Daten wurden 1968 veröffentlicht, und bildeten eine wichtige Grundlage für die damals in Entwicklung befindlichen Mobilfunktechniken. Resultate des Berichts waren später als Okumura-Formeln, Okumura-Modell und Okumura-Kurven bekannt. Vor allem aufgrund seiner Untersuchungen wurde das 800-MHz-Band als geeignete Basis für Mobilfunknetze ausgewählt.
2013 erhielt er den Charles-Stark-Draper-Preis. Er war Mitglied der National Academy of Engineering.